# 烟多镇
烟多镇（藏語：དབྱེན་འདུམ་，威利转写：dbyen 'dum），是中华人民共和国西藏自治区昌都市察雅县下辖的一个乡镇级行政单位。

## 行政区划
烟多镇下辖以下地区：
烟多社区、中铝新村、色嘎村、帮嘎村、帮隆村、达巴村、奶克村、巴西村、多赤村、久雪村、娘俄村、木巴村、雪多村、埃巴村、达浪村、如给村、察俄村、给如村、列康村、白久村、索贡村、亚莫村、尼欧村、拉叶村、卡松村和吉祥村。